# Acraea socotrana
Acraea socotrana är en fjärilsart som beskrevs av Hans Rebel 1931. Acraea socotrana ingår i släktet Acraea och familjen praktfjärilar. Inga underarter finns listade i Catalogue of Life.